# پیتر استریکلند
پیتر استریکلند (انگلیسی: Peter Strickland؛ زادهٔ ۲۱ مه ۱۹۷۳) کارگردان فیلم، فیلم‌نامه‌نویس اهل بریتانیا است. وی از سال ۱۹۹۶ میلادی تاکنون مشغول فعالیت بوده‌است.